# دينار

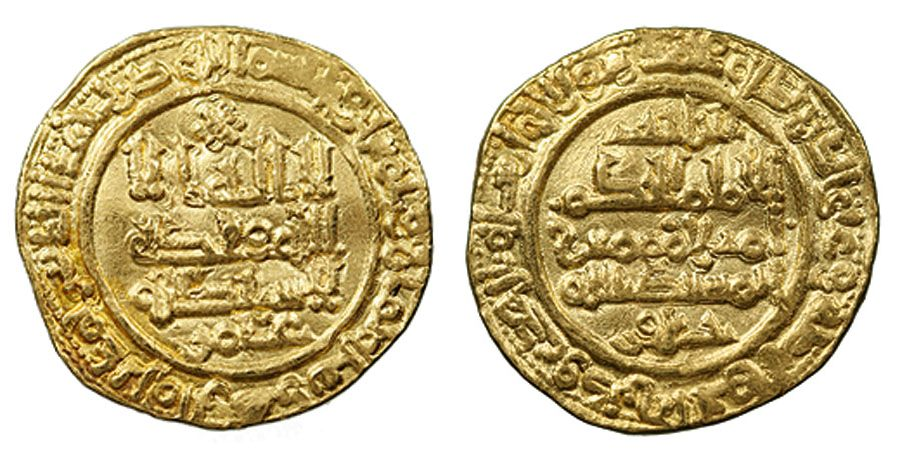
الدينار الاقوى عربيا

دول عملتها الحالية الدينار.
دول استعلملت سابقاً الدينار

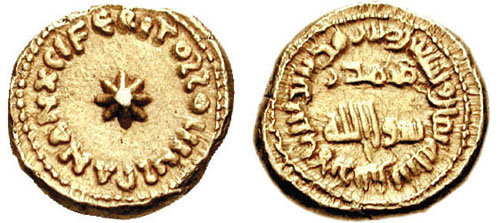
دينارٌ أُمويٌّ ضُرب في زمن الفتح الإسلامي للأندلُس.

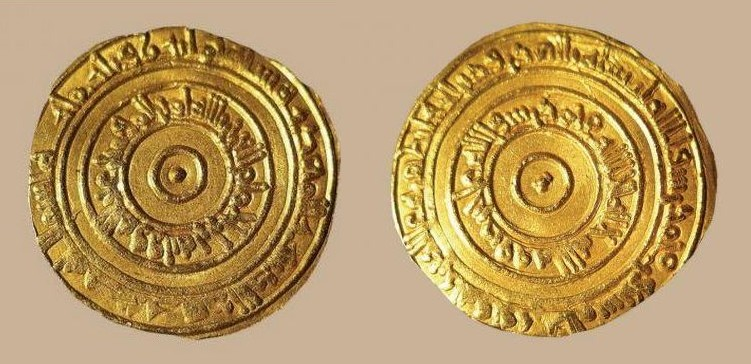
الدينار الفاطمي

الدِّيِنار (الجمع: دَنَانِيْر) هي عملة استخدمت في العديد من الدول، وقد استعمل الدينار في الإمبراطورية البيزنطية وفي العهود الإسلامية خلال الخلافة الأموية والعباسية ومازلت بعض الدول تستعمل الدينار كعملة لها.

## التسمية
الدينار قيل بأنه فارسي معرب كابن دريد في الجمهرة والجواليقي في المعرب، وابن مكرم في لسان العرب، والشرتوني في أقرب الموارد. وقال الراغب في مفرداته في غريب القرآن، وقيل: أصله بالفارسية دين آر، أي الشريعة جاءت به. ومنهم من نص على أنه لاتيني كالعميد وصاحب المنجد. وتعود أصل الكلمة إلى الإغريقية: δηνάριον (ديناريوس) والتي تعني وحدة ذهبيّة.

## الدول التي تستخدم الدينار

### الدول التي تستخدم الدينار حاليًا
| الدول   | العملة           | رمز أيزو 4217                  |
| ------- | ---------------- | ------------------------------ |
| الجزائر | الدينار الجزائري | DZD                            |
| تونس    | الدينار التونسي  | TND                            |
| البحرين | الدينار البحريني | BHD                            |
| العراق  | الدينار العراقي  | IQD                            |
| الأردن  | الدينار الأردني  | JOD                            |
| الكويت  | الدينار الكويتي  | KWD                            |
| ليبيا   | الدينار الليبي   | LYD                            |
| مقدونيا | الدينار المقدوني | MKN (1992 - 1993) MKD (1993− ) |
| صربيا   | الدينار الصربي   | RSD CSD (2003 - 2006)          |

### الدول والأقاليم التي استخدمت الدينار سابقاً
- البوسنة والهرسك (دينار بوسني) (1992–1998).
- كرواتيا (دينار كرواتي) (1991–1994).
- يوغوسلافيا (دينار يوغسلافي) كان عملة يوغسلافيا.
- السودان دينار سوداني (1992–2007).
- أبوظبي قبل توحيد الإمارات السبع وبعد إلغاء الروبية الخليجية أصبح الدينار البحريني العملة الرسمية في أبوظبي (1965–1973).
- اليمن الجنوبي (دينار اليمن الجنوبي 1965–1990).
- ديناريوس: عملة رومانية.
- الدينار الأموي: وهو أقدم الدنانير الإسلامية على الأطلاق وقد ضرب في حمص في عهد الخليفة عبد الملك بن مروان.
- دينار إيراني 1000 دينار يساوي 1 قران في عهد الدولة القاجارية.
- دينار سيربيسكا عملة جمهورية صرب البوسنة (1992–1998).
- المملكة السورية العربية 1920-1920.

## الدينار الشرعي
اسم لقطعة من الذهب المضروبة والمقدرة بمثقال، الدينار يساوي بالاتفاق 4.25 غرام.